# Чубака
Чуи Чубака (на английски: Chewbacca) е измислен герой от кинопоредицата Междузвездни войни. Той е извънземно от планетата Кашуик и главен съдружник на Хан Соло.
В трите епизода от оригиналната трилогия ролята на Чубака се играе от Питър Мейхю.